# Лю Юйкунь
Лю Юйкунь (12 квітня 1997 , Сіань ) — китайський стрілець, олімпійський чемпіон 2024 року.

## Виступи на Олімпіадах
| Олімпіада  | Дисципліна                            | Місце |
| ---------- | ------------------------------------- | ----- |
| Париж 2024 | гвинтівка з трьох положень, 50 метрів | 1     |

## Зовнішні посилання
- Лю Юйкунь на сайті ISSF (англійська)